# MNS-System
Das MNS-System ist eines der wichtigen Blutgruppensysteme. Es basiert auf drei Genen für Glykoproteine (GYPA, GYPB und GYPE), die dicht beieinander auf Chromosom 4 (4q28-q31) liegen und somit gemeinsam vererbt werden, sowie weitgehend strukturell ähnlich (weil paralog) sind. Insgesamt sind 46 unterschiedliche Antigene in diesem System zusammengefasst, unter anderem die Antigene M, N, S, s und U, wobei die Antigene S und s transfusionsmedizinisch die wichtigsten sind.
Die Antigene M und N wurden von Karl Landsteiner und Philip Levine schon 1927 entdeckt. Das Antigen S wurde 1947 beschrieben, die weiteren Antigene s und U folgten. Die Unterscheidung der Vorläuferproteine in Glykophorin A und B wurde 1987 eingeführt, das Glykophorin E wurde 1990 hinzugefügt. Die Antigene M und N können dabei eigenständig als MN-System beschrieben werden, da sie nur aus dem Glykophorin A gebildet werden. Die Antigene S und s (sowie U) werden aus dem Glykophorin B gebildet. Glycophorin E scheint unter normalen physiologischen Verhältnissen nicht exprimiert zu werden. Bei den meisten der 41 selteneren Untervarianten (neben den 5 häufigen) handelt es sich um Rekombinationen der beiden Glykophorine A und B, sodass die Untergruppe zum MN-System mit anderen Untergruppen zum MNS-System zusammengefasst werden.
Gegen S und s gebildete Antikörper Anti-S und Anti-s können zu schweren Unverträglichkeiten führen, neben allgemeinen hämolytischen Transfusionsreaktionen auch zum Morbus haemolyticus neonatorum bei Schwangerschaften. Das Antigen U stand ursprünglich für „universal“, da man es für allgemein vorhanden hielt, allerdings wurden später U-negative Träger identifiziert. Bei U-negativen Patienten erscheinen auch S-negativ und s-negativ, mit daraus folgender medizinischer Relevanz. Gegen die Antigene M und N werden natürliche IgM-Antikörper gebildet, die nur in speziellen Situationen transfusionsrelevant und dann zu berücksichtigen sind.

## Häufigkeit
Die Antigene M und N finden sich bei etwa 75 % der Bevölkerung, der Genotyp MN ist mit 50 % am häufigsten vertreten. Allerdings gibt es Populationen, bei denen die Verteilung erheblich abweicht, so liegt bei den meisten Eskimo der Genotyp MM vor, während Aborigines meistens dem Genotyp NN zugehören.
| genotypisch | phänotypisch | Inuits | Aborigines | Ägypten | Deutschland | China  | Nigeria |
| ----------- | ------------ | ------ | ---------- | ------- | ----------- | ------ | ------- |
| MM          | M+           | 83,5 % | 0,2 %      | 27,6 %  | 29,7 %      | 33,2 % | 30,1 %  |
| MN          | M+N+         | 15,6 % | 30,4 %     | 48,9 %  | 50,7 %      | 48,6 % | 49,5 %  |
| NN          | N+           | 0,9 %  | 67,2 %     | 23,3 %  | 19,6 %      | 18,2 % | 20,4 %  |

Das Antigen S mit einer Häufigkeit von etwa 55 % und das Antigen s mit einer Häufigkeit von etwa 89 % sind relativ häufig. Das Antigen U ist mit einer allgemeinen Häufigkeit jenseits 99,9 % besonders häufig auftretend, bei einigen Afrikanern jedoch auffallend häufig abwesend. Die anderen homologen Antigene, die dem MNS-System zugeschlagen wurden, sind jeweils sehr selten auftretende Mutationen, zum Beispiel Henshaw (He) mit 0,8 %, oder sehr häufige Varianten der verbreiteten Blutgruppen, zum Beispiel ENa (schwaches Glykoprotein A) mit Häufigkeit jenseits 99,9 % (bewirkt Resistenz gegen Plasmodium falciparum).